# Michele Garabello
Michele Garabello (fl. XIX-XX secolo) è stato un calciatore italiano.

## Carriera
Fu presente nell'unica partita giocata dalla Ginnastica nel 1902 ovvero la sconfitta per 5-2 del 2 marzo 1902 contro l'Audace Torino. La Ginnastica non giocò gli altri due incontri dando forfait e giungendo quindi al quarto ed ultimo posto del girone eliminatorio piemontese.
Garabello fu nella Ginnastica attivo anche come ginnasta, partecipando tra gli altri al "Concorso Ginnastico Nazionale di Firenze" nel 1904.

## Statistiche

### Presenze e reti nei club
| Stagione | Club              | Campionato | Campionato | Campionato | Campionato |
| Stagione | Club              | Comp       | Pres       | Reti       |            |
| -------- | ----------------- | ---------- | ---------- | ---------- | ---------- |
| 1902     | Ginnastica Torino | CI         | 1          | -5         |            |
| Totale   | Totale            | Totale     | 1          | -5         |            |